# Vecchia guerra di Zurigo
La vecchia guerra di Zurigo è stato un conflitto sorto tra la città di Zurigo e i rimanenti sette membri della vecchia Confederazione degli otto cantoni, combattuto tra il 1440 ed il 1450. A seguito dell'alleanza di Zurigo con il re Federico III il conflitto uscì dai confini della confederazione. Casus belli fu la lotta tra Zurigo, Svitto e Glarona per accaparrarsi l'eredità del conte Federico VII di Toggenburg.
Dopo la morte senza eredi dell'ultimo conte del Toggenburg (1436), i territori furono lasciati al caso. Fu allora che Svitto, tentando di ottenere nuove terre, invase la maggior parte del territorio della contea, subito prima che l'esercito di Zurigo arrivasse nella zona per occupare gli stessi territori. Zurigo si scontrò così con Svitto cercando di conquistare i territori che aveva già conquistato quest'ultimo. In questo contesto intervenne per la prima volta la giunta dei confederati, dando ragione a Svitto (alleato in quel momento con Glarona).
La giunta dei confederati decise di dichiarare guerra a Zurigo. Fu così che i confederati arrivarono fino alla città di Zurigo, obbligandola ad arrendersi e a firmare un trattato di pace.  Rudolf Stüssi, il borgomastro di Zurigo, come rappresaglia, decise di firmare un'alleanza con la casa d'Austria, la nemica storica dei confederati.
Dopo questi avvenimenti Zurigo (i cui soldati, secondo la leggenda, non portavano più in battaglia l'emblema rossocrociato ma l'aquila degli Asburgo) e l'Austria partirono per la guerra coi confederati, ma sfortunatamente per Stüssi i confederati potevano contare sull'esercito più forte e grande d'Europa, capace di mettere insieme più soldati degli stessi Asburgo. Furono così i confederati a vincere la battaglia di San Giacomo sulla Sihl nel 1443. Infine, dopo la pace del 1450, Zurigo venne riammessa nella confederazione a patto che ponesse fine alla sua alleanza con gli Asburgo.
In quest'occasione, messi di fronte a quella che è giusto considerare come una guerra di secessione, i confederati reagirono forse per la prima volta come uno stato unitario anche se l'immediato futuro riserverà parecchie insidie e pericolosissime frizioni tra cantoni di campagna e cantoni di città. Paradossalmente questo accade nel periodo di massima espansione territoriale, bellica e di massima influenza sulle decisioni a livello continentale.